# Uffing am Staffelsee
Uffing am Staffelsee è un comune tedesco di 2 987 abitanti, situato nel land della Baviera.